# 나의 인생, 나의 기타
《나의 인생, 나의 기타》(영어: The Guitar)은 2008년에 개봉한 미국의 드라마 영화이다.

## 출연
- 새프런 버로스 - 멜로디 와일더 역
  - 미아 쿠캔 - 어린 멜 역
- 이자크 드방콜레 - 로스코 와스 역
- 파스 데라우에르타 - 콘스턴스 "쿠키" 클러멘테이 역
- 애덤 트리스 - 매니 래프스 역
- 저닌 거로펄로 - 머리 의사 역
- 엘리자베스 마블 - 멜로디의 엄마 역
- 빌 캠프 - 멜로디의 아빠 역
- 래리 블록 - 패디스 씨 역
- 레지 로저스 - 브렛 역
- 데이비드 웨인 - 전화 기사 역

## 우리말 녹음
KBS 성우진 (2008년 6월 21일)
- 배정미 - 멜로디(새프런 버로스/미아 쿠캔)
- 유해무 - 로스코(이자크 드방콜레) / 직장 상사(래리 블록)
- 민지 - 쿠키(파스 데라우에르타)
- 김소형 - 전화 기사(데이비드 웨인)
- 김희선 - 의사(저닌 거로펄로) / 멜로디의 엄마(엘리자베스 마블)
- 김우정 - 브렛(레지 로저스)
- 원호섭 - 래프스(애덤 트리스) / 멜로디의 아빠(빌 캠프)